# ReinMeer Aomori FC
Der ReinMeer Aomori Football Club (jap. ラインメール青森FC Rainmēru Aomori Efu Shī) ist ein japanischer Fußballverein aus Aomori in der gleichnamigen Präfektur. Er spielt seit 2016 in der Japan Football League.

## Geschichte
Der Verein wurde 1995 als Aomori Football Team (青森蹴球団 Aomori Shūkyū-dan) durch den Fußballverband der Präfektur gegründet und war ursprünglich als Stadtauswahl für die besten Spieler Aomoris konzipiert. Nach den Anfangsjahren in den Präfekturligen schaffte das Team zur Saison 2003 den Aufstieg in die Nord-Staffel der Division 2 der Tōhoku-Regionalliga, stieg aber direkt wieder ab.
Im Jahr 2007 wechselte die Mannschaft den Besitzer und wurde zum Firmenteam von Towa Electric Material Supply (東和電材 Tōwadenzai). Mit dem neuen Eigentümer kam auch langsam der Erfolg nach Aomori: Am Ende der Saison 2008 schaffte ReinMeer die Rückkehr ins Regionalliga-Unterhaus, 2009 und 2010 hielt man jeweils in der Relegation die Klasse, um in den folgenden Spielzeiten langsam nach oben zu steigen und am Ende der Saison 2013 schließlich den Sprung in die Division 1 der Regionalliga zu schaffen. Dort wurde auf Anhieb ein dritter Platz erreicht.
Das Jahr 2015 war das bislang erfolgreichste der Vereinsgeschichte. Zunächst qualifizierte sich ReinMeer zum ersten Mal in seiner Vereinsgeschichte durch den Gewinn des Präfekturpokals für den Kaiserpokal, Endstation in der ersten Runde Ende August war hier der Zweitligist Mito HollyHock. Anschließend erreichte das Team im Oktober das Halbfinale des japanischen Amateurpokals und qualifizierte sich so trotz eines lediglich zweiten Platzes in der Meisterschaft für die nationalen Regionalligen-Finalrunde. Hier erreichte die Mannschaft trotz einer starken Vorrundengruppe die Endrunde und gewann diese schließlich souverän. Als Belohnung wurde ReinMeer Aomori zur Saison 2016 in die Japan Football League aufgenommen. Mittelfristiges Ziel des Vereins ist die Aufnahme in die J. League.

## Vereinsname
Der Name „ReinMeer“ ist ein Portmanteau aus den beiden deutschen Begriffen „rein“ und „Meer“ und bezieht sich in Verbindung mit dem Namen der Stadt (Aomori heißt übersetzt etwa „blauer/grüner Wald“) auf die Lage des Ortes zwischen Wäldern in einer ruhigen Meeresbucht.

## Erfolge
- Tohoku Soccer League (Division 2, North)

1. Platz: 2013
- Tohoku Soccer League (Division. 1)

2. Platz: 2015
- Regionalliga-Finalrunde

2015
- Japan Football League

2. Platz: 2017

## Stadion
Der Verein trägt seine Heimspiele im Aomori Prefecture Athletic Sports Park Stadium (jap. 青森県総合運動公園陸上競技場) in Aomori in der Präfektur Aomori aus. Das Stadion, dessen Eigentümer die Präfektur Aomori ist, hat ein Fassungsvermögen von 17.000 Zuschauern.
Koordinaten: 40° 48′ 23,3″ N, 140° 42′ 28,5″ O

## Spieler
Stand: August 2023
| Nr. |       | Position | Name                 |
| --- | ----- | -------- | -------------------- |
| 1   | Japan | TW       | Rui Sammonji         |
| 2   | Japan | AB       | Nobuhisa Urata       |
| 3   | Japan | AB       | Atsuto Tatara        |
| 4   | Japan | MF       | Kakeru Suminaga      |
| 5   | Japan | AB       | Shōhei Kishida       |
| 6   | Japan | AB       | Masaya Yoshida       |
| 7   | Japan | ST       | Hibiki Wada          |
| 8   | Japan | MF       | Kazuki Yamaguchi     |
| 9   | Japan | ST       | Kai Shigeta          |
| 10  | Japan | ST       | Takayuki Funayama    |
| 11  | Japan | MF       | Jumpei Obata         |
| 13  | Japan | AB       | Satoru Maruoka       |
| 14  | Japan | MF       | Taisei Hikima        |
| 15  | Japan | AB       | Gaku Inaba           |
| 16  | Japan | ST       | Ryu Joseph Hashimura |

| Nr. |            | Position | Name               |
| --- | ---------- | -------- | ------------------ |
| 17  | Japan      | TW       | Riku Hirosue       |
| 18  | Japan      | AB       | Yosuke Toji        |
| 19  | Japan      | MF       | Seiryo Nakamura    |
| 20  | Japan      | MF       | Hayate Nagakura    |
| 22  | Japan      | ST       | Raito Saito        |
| 23  | Japan      | ST       | Kanato Abe         |
| 24  | Japan      | AB       | Yoshitaka Aoki     |
| 25  | Japan      | ST       | Shunta Aoki        |
| 26  | Japan      | MF       | Kaito Hirata       |
| 27  | Japan      | AB       | Shunki Sakuma      |
| 28  | Japan      | MF       | Yūdai Iwama        |
| 31  | Japan      | TW       | Taisei Higashijima |
| 33  | Japan      | ST       | Kōki Kido          |
| 39  | Brasilien  | ST       | Vinícius           |
| 49  | Costa Rica | ST       | Giovanni Clunie    |

## Trainerchronik
Stand: März 2025
| Trainer           | Nation | von             | bis             |
| ----------------- | ------ | --------------- | --------------- |
| Masahiro Kuzuno   | Japan  | 1. Februar 2014 | 31. Januar 2018 |
| Tatsuya Mochizuki | Japan  | 1. Februar 2018 | 31. Januar 2021 |
| Ryō Adachi        | Japan  | 1. Februar 2021 | 31. Januar 2022 |
| Kei Shibata       | Japan  | 1. Februar 2022 | 31. Januar 2025 |
| Masato Harasaki   | Japan  | 1. Februar 2025 |                 |

## Saisonplatzierung
| Saison | Liga                                 | Platz | Kaiserpokal         |
| ------ | ------------------------------------ | ----- | ------------------- |
| 2009   | Tohoku Soccer League (Div. 2)        | 7.    |                     |
| 2010   | Tohoku Soccer League (Div. 2)        | 7.    |                     |
| 2011   | Tohoku Soccer League (Div. 2)        | 5.    |                     |
| 2012   | Tohoku Soccer League (Div. 2, North) | 3.    |                     |
| 2013   | Tohoku Soccer League (Div. 2, North) | 1.    |                     |
| 2014   | Tohoku Soccer League (Div. 1)        | 3.    |                     |
| 2015   | Tohoku Soccer League (Div. 1)        | 2.    |                     |
| 2016   | Japan Football League                | 8.    |                     |
| 2017   | Japan Football League                | 2.    |                     |
| 2018   | Japan Football League                | 10.   |                     |
| 2019   | Japan Football League                | 13.   |                     |
| 2020   | Japan Football League                | 15.   |                     |
| 2021   | Japan Football League                | 9.    |                     |
| 2022   | Japan Football League                | 4.    | Qualifikationsrunde |
| 2023   | Japan Football League                | 5.    |                     |
| 2024   | Japan Football League                | 10.   |                     |